# 남여
남여（籃輿）는 뚜껑을 덮지 않는 형태의 작은 가마이며, 주로 고위관리나 그 정실부인들이 타고 다녔다. 덮개가 없어 우천시에는 사용이 불가했으며, 산길이나 골짜기 등 좁은 길을 갈 때 사용하였다. 하인 2명이 앞뒤에서 메고 갈 수 있도록 긴 나무를 이어놓았다.